# Канатна дорога (Нарікала)
41°41′31″ пн. ш. 44°48′38″ сх. д. / 41.691944444444° пн. ш. 44.810555555556° сх. д.

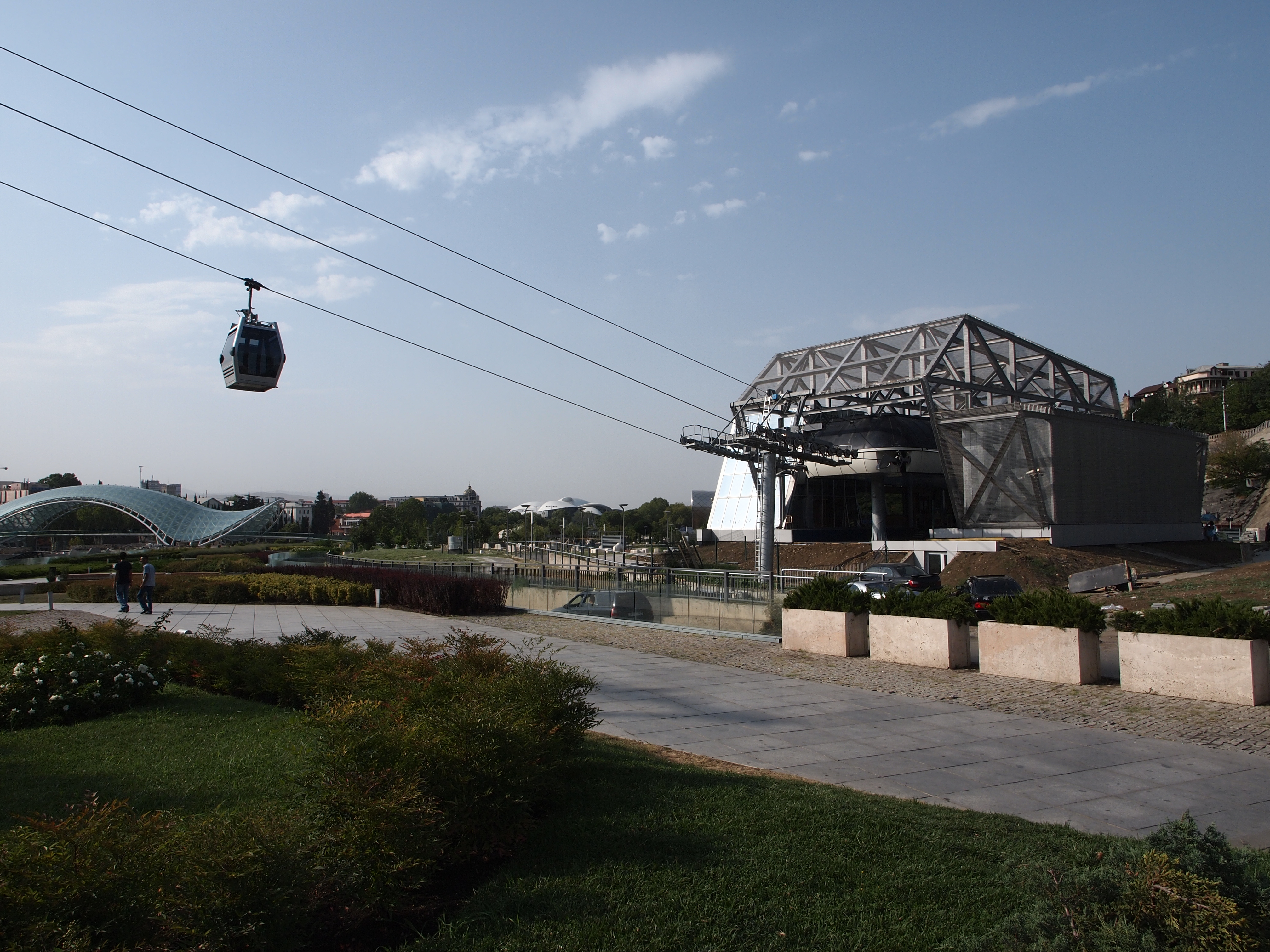
Нижній майданчик канатної дороги

Канатна дорога Парк Ріке - Нарікала - одна з трьох канатних доріг у Тбілісі. Визначна пам'ятка міста.
Нижній майданчик канатної дороги розташовується в Парку Ріці, біля входу в нього з Площі Європи, верхня - на Сололакському пагорбі біля фортеці Нарікала.
Час роботи: 11.00-23.00, ціна проїзду в один бік - 2,5 ларі. Протяжність маршруту – 508 метрів, різниця висот між верхньою та нижньою станціями – 94 метри. Час підйому 1 хв 42 сек.. Максимальна швидкість 5 км/год. Місткість кабіни до 8 осіб.

## Історія
Відкрита у 2012.